# Arrien-en-Bethmale
Arrien-en-Bethmale ist eine französische Gemeinde mit 123 Einwohnern (Stand 1. Januar 2022) im Département Ariège in der Region Okzitanien. Sie gehört zum Kanton Couserans Ouest und zum Arrondissement Saint-Girons.
Nachbargemeinden sind Castillon-en-Couserans im Norden, Moulis im Nordosten, Bethmale im Südosten und Bordes-Uchentein im Westen.

## Bevölkerungsentwicklung
| Jahr      | 1962 | 1968 | 1975 | 1982 | 1990 | 1999 | 2008 | 2019 |
| --------- | ---- | ---- | ---- | ---- | ---- | ---- | ---- | ---- |
| Einwohner | 242  | 186  | 143  | 89   | 89   | 110  | 101  | 111  |